# Кантемирски район
Кантемирски район е район в южната част на Молдова с административен център град Кантемир. Площта му е 870 квадратни километра, а населението – 52 115 души (по преброяване от май 2014 г.).